# Panaxia chosensis
Panaxia chosensis är en fjärilsart som beskrevs av Felix Bryk 1948. Panaxia chosensis ingår i släktet Panaxia och familjen björnspinnare. Inga underarter finns listade i Catalogue of Life.